# Fenchurch Street
Fenchurch Street è una strada della City di Londra. Collega Aldgate all'estremità orientale con Lombard Street e Gracechurch Street a ovest.

## Epoca romana
Il nome fenchurch deriva dalla felci (dal latino faenum) che crescevano in questo punto sulle rive del fiume Langbourn, o dal mercato del grano (dal latino feanum che sta per grano). Si ritiene che qui in origine ci fosse un forte romano, costruito in fretta e furia per mettere al sicuro Londinium dopo l'attacco di Boudicca nell'anno 60. L'estremità occidentale della strada terminava sulla piazza; mentre l'estremità orientale raggiungeva le mura della città ad Aldgate, dove incontrava la strada principale per Colchester. Il forte risale all'anno 63. La struttura è rimasta inutilizzata per più di dieci anni, poiché non sono state trovate tracce di alloggi permanenti. L'equipaggio probabilmente dormiva in tenda.
Nel corso degli anni, molti reperti di epoca romana sono stati trovati durante gli scavi di Fenchurch Street. Sotto il numero 20, è stato trovato un sotterraneo dove le persone si erano rifornite di pietra per il riutilizzo.
È stato pubblicato un libro sugli scavi con i nn. 60-63.

## Tempi recenti
Fenchurch Street è oggi dominata da edifici per uffici e infine da grattacieli. La Fountain House all'angolo di Cullum Street è stata costruita negli anni 1954-58, su un terreno appartenente alla corporazione dei commercianti che ha esposto una targa commemorativa su esso. Dall'altra parte della strada c'è Plantation Place completato nel 2004, un gigantesco edificio per uffici che occupa un intero isolato. All'inizio del secolo scorso, Plantation Place era un importante mercato a tema.
Al Nr. 71 c'è il Lloyd's Registry, dove in precedenza era stata pubblicata la rivista annuale Lloyd's Register. Il vecchio edificio di Lloyds in Fenchurch Street fu costruito intorno alle rovine romane nel 1901 da Thomas Edward Collcutt, mentre il nuovo Lloyds Building di Richard Rogers del 1999 si trova nella strada parallela nelle vicinanze a Fenchurch Avenue.
All'angolo di Lime Street si trovava fino al 1878 una delle tante chiese di Christopher Wren, St Dionis Backchurch. Il soprannome Backchurch è dovuto al fatto che si trovava dietro la chiesa di San Gabriele, che si affacciava sulla strada. St Dionis fu menzionata per la prima volta nel 1288. St Dionids fu distrutta dall'incendio di Londra nel 1666, ma fu ricostruita da Christopher Wren nel 1674 e dieci anni dopo venne aggiunta una guglia.
La chiesa di San Gabriele non è stata ricostruita dopo l'incendio del 1666, ma è stata eretta una targa commemorativa.
Appena fuori Fenchurch Street si trova la stazione ferroviaria con lo stesso nome.